# Mátyus János
Mátyus János (Győr, 1974. december 20. –) magyar labdarúgó, edző.
1998 és 2002 között 34-szer szerepelt a magyar válogatottban, és 3 gólt szerzett a címeres mezben.

## Pályafutása

### Klubcsapatokban
Kispest-Honvéd
Profi labdarúgó pályafutását 1993-ban Budapest Honvéd csapatánál kezdte. Öt évig állt a fővárosi klub szolgálatában, és nemcsak a védekezésben vette ki a részét, hanem a góllövésben is: tizenegyszer talált be az ellenfelek hálójába.
Ferencvárosi TC
1998-ban vitte el a Ferencváros, itt két évig játszott és 7 gólt lőtt. Ebben az időszakban lett válogatott.
Energie Cottbus
Az ezredfordulón, 2000-ben a német Energie Cottbus csapatához szerződött, és az itt eltöltött két év alatt meghatározó játékosnak számított, 57 mérkőzésen szerepelt a piros-fehéreknél.
Hibernian FC
2002-ben egy évre a skót élvonalban szereplő Hibernian csapatához szerződött, azonban itt nem kapott túl sok lehetőséget, 14 mérkőzésen szerepelt. Ezzel az időszakkal le is zárta a válogatottságot, többször nem hívták meg. Összesen 34 meccsen 3 gólt lőtt címeres mezben.
Admira Wacker Mödling FC
2003-ban szerződött az osztrák Admira Wacker Mödlinghez, itt két évet töltött el és 49 mérkőzésen szerepelt.
Győri ETO
2005-ben visszatért Magyarországra, és ezen belül is szülővárosába, Győrbe. Az "ETO"-ban 39 meccsen kapott szerepet az élvonalban, és négy gólt lőtt.
Újra az FTC-nél
2007-ben hívta magához újra a Fradi a volt válogatott, rutinos védőt. Az NBII Keleti-csoportjában 20 meccsen kapott szerepet, és négy gólt lőtt.
Tatabánya FC
A 2008-as nyári átigazolási szezon utolsó pillanataiban szerződtette a Tatabánya. Az élvonalból kiesett klubnál meghatározó játékosnak számított.

### Edzőként
2021 szeptemberében az SC Sopron vezetőedzőjének nevezték ki. Az év végén lejáró szerződést a klub nem hosszabbította meg.

## Sikerei, díjai

### Edzőként
Nyíregyháza Spartacus
- NB III
  - Győztes: 2015–16

Budafoki MTE
Magyar kupadöntő: 2023

## Statisztika

### Edzői statisztika
| Csapat                | –tól        | –ig         | Statisztika | Statisztika | Statisztika | Statisztika | Statisztika | Statisztika | Statisztika | Statisztika |      |
| Csapat                | –tól        | –ig         | M           | GY          | D           | V           | RG          | KG          | GK          | GY %        | PPM  |
| --------------------- | ----------- | ----------- | ----------- | ----------- | ----------- | ----------- | ----------- | ----------- | ----------- | ----------- | ---- |
| Rákospalotai EAC      | 2010.04.23. | 2014.06.19. | 63          | 18          | 13          | 32          | 77          | 108         | -31         | 28,5%       | 1,06 |
| Lombard Pápa          | 2014.07.01. | 2014.09.04. | 6           | 2           | 2           | 2           | 5           | 9           | -4          | 33,3%       | 1,33 |
| Nyíregyháza Spartacus | 2014.10.20. | 2016.10.22. | 40          | 16          | 8           | 16          | 56          | 62          | +6          | 40%         | 1,36 |
| Haladás VSE           | 2019.12.30. | 2021.05.31. | 51          | 22          | 15          | 14          | 71          | 48          | +23         | 43,1%       | 1,59 |
| SC Sopron             | 2021.09.08. | 2021.12.06. | 15          | 4           | 3           | 8           | 16          | 28          | -12         | 26,7%       | 1,00 |
| Budafoki MTE          | 2022.08.23. | 2023.06.06. | 39          | 18          | 9           | 12          | 48          | 36          | +12         | 46,2%       | 1,62 |
| Kisvárda FC           | 2023.09.04. | 2023.11.07. | 8           | 3           | 0           | 5           | 15          | 10          | +5          | 37,5%       | 1,13 |
| Pécsi Mecsek FC       | 2024.02.21. |             |             |             |             |             |             |             |             | %           |      |
| Összesítve            | Összesítve  | Összesítve  | 222         | 83          | 50          | 89          | 288         | 301         | -13         | 37,4%       | 1,35 |

 frissítve: 2024.05.05. 

 kupa és bajnoki mérkőzéseket is számítva 

## Statisztika

### Mérkőzései a válogatottban
| Magyarország | Magyarország        | Magyarország                       | Magyarország   | Magyarország | Magyarország     | Magyarország | Magyarország | Magyarország |
| #            | Dátum               | Helyszín                           | Hazai          | Eredmény     | Vendég           | Kiírás       | Gólok        | Esemény      |
| ------------ | ------------------- | ---------------------------------- | -------------- | ------------ | ---------------- | ------------ | ------------ | ------------ |
| 1.           | 1998. március 25.   | Bécs, Ernst Happel Stadion         | Ausztria       | 2 – 3        | Magyarország     | barátságos   | -            |              |
| 2.           | 1998. április 20.   | Teherán, Azadi Stadion             | Irán           | 0 – 2        | Magyarország     | LG-kupa      | -            |              |
| 3.           | 1998. április 22.   | Teherán, Azadi Stadion (IRN)       | Macedónia      | 0 – 0        | Magyarország     | LG-kupa      | -            |              |
| 4.           | 1998. május 27.     | Nyíregyháza, Városi Stadion        | Magyarország   | 1 – 0        | Litvánia         | barátságos   | -            |              |
| 5.           | 1998. augusztus 19. | Zalaegerszeg, ZTE Stadion          | Magyarország   | 2 – 1        | Szlovénia        | barátságos   | -            |              |
| 6.           | 1998. szeptember 6. | Budapest, Népstadion               | Magyarország   | 1 – 3        | Portugália       | Eb-selejtező | -            |              |
| 7.           | 1998. október 10.   | Bakı, Tofik Bahramov Stadion       | Azerbajdzsán   | 0 – 4        | Magyarország     | Eb-selejtező | -            |              |
| 8.           | 1998. október 14.   | Budapest, Népstadion               | Magyarország   | 1 – 1        | Románia          | Eb-selejtező | -            |              |
| 9.           | 1998. november 18.  | Budapest, Üllői úti Stadion        | Magyarország   | 2 – 0        | Svájc            | barátságos   | -            |              |
| 10.          | 1999. március 27.   | Budapest, Üllői úti Stadion        | Magyarország   | 5 – 0        | Liechtenstein    | Eb-selejtező | -            |              |
| 11.          | 1999. március 31.   | Pozsony, Tekelné Pole Stadion      | Szlovákia      | 0 – 0        | Magyarország     | Eb-selejtező | -            |              |
| 12.          | 1999. április 28.   | Budapest, Népstadion               | Magyarország   | 1 – 1        | Anglia           | barátságos   | -            |              |
| 13.          | 1999. június 5.     | Bukarest, Steaua Stadion           | Románia        | 2 – 0        | Magyarország     | Eb-selejtező | -            |              |
| 14.          | 1999. június 9.     | Győr, Rába ETO Stadion             | Magyarország   | 0 – 1        | Szlovákia        | Eb-selejtező | -            |              |
| 15.          | 1999. szeptember 4. | Vaduz, Rheinpark Stadion           | Liechtenstein  | 0 – 0        | Magyarország     | Eb-selejtező | -            |              |
| 16.          | 1999. szeptember 8. | Budapest, Üllői úti Stadion        | Magyarország   | 3 – 0        | Azerbajdzsán     | Eb-selejtező | -            |              |
| 17.          | 1999. október 9.    | Lisszabon, Estádio da Luz          | Portugália     | 3 – 0        | Magyarország     | Eb-selejtező | -            |              |
| 18.          | 2000. február 23.   | Budapest, Üllői úti Stadion        | Magyarország   | 0 – 3        | Ausztrália       | barátságos   | -            |              |
| 19.          | 2000. március 29.   | Debrecen, Oláh Gábor utcai stadion | Magyarország   | 0 – 0        | Lengyelország    | barátságos   | -            |              |
| 20.          | 2000. április 26.   | Belfast, Windsor Park              | Észak-Írország | 0 – 1        | Magyarország     | barátságos   | -            |              |
| 21.          | 2000. augusztus 16. | Budapest, Népstadion               | Magyarország   | 1 – 1        | Ausztria         | barátságos   | -            |              |
| 22.          | 2000. szeptember 3. | Budapest, Népstadion               | Magyarország   | 2 – 2        | Olaszország      | vb-selejtező | -            | 46'          |
| 23.          | 2000. október 11.   | Kaunas                             | Litvánia       | 1 – 6        | Magyarország     | vb-selejtező | -            | 73'          |
| 24.          | 2001. március 7.    | Ammán                              | Jordánia       | 1 – 1        | Magyarország     | barátságos   | 1            | 76'          |
| 25.          | 2001. április 25.   | Budapest, Üllői úti Stadion        | Magyarország   | 0 – 0        | Finnország       | barátságos   | -            |              |
| 26.          | 2001. június 2.     | Bukarest                           | Románia        | 2 – 0        | Magyarország     | vb-selejtező | -            |              |
| 27.          | 2001. június 6.     | Budapest, Népstadion               | Magyarország   | 4 – 1        | Grúzia           | vb-selejtező | 1            | 40'          |
| 28.          | 2001. augusztus 15. | Budapest, Népstadion               | Magyarország   | 2 – 5        | Németország      | barátságos   | -            |              |
| 29.          | 2001. szeptember 1. | Tbiliszi                           | Grúzia         | 3 – 1        | Magyarország     | vb-selejtező | 1            | 42'          |
| 30.          | 2001. szeptember 5. | Budapest, Népstadion               | Magyarország   | 0 – 2        | Románia          | vb-selejtező | -            |              |
| 31.          | 2001. október 6.    | Parma                              | Olaszország    | 1 – 0        | Magyarország     | vb-selejtező | -            |              |
| 32.          | 2002. február 12.   | Lárnaka (CYP)                      | Magyarország   | 0 – 2        | Csehország       | barátságos   | -            |              |
| 33.          | 2002. március 27.   | Chișinău                           | Moldova        | 0 – 2        | Magyarország     | barátságos   | -            | 77'          |
| 34.          | 2002. április 17.   | Debrecen                           | Magyarország   | 2 – 5        | Fehéroroszország | barátságos   | -            | 46'          |
|              | Összesen            |                                    |                | 34           | mérkőzés         |              | 3            | gól          |